# Jindřich Förster
Jindřich II. Förster (24. listopadu 1799, Hlohov – 20. října 1881, zámek Jánský Vrch) byl německý římskokatolický církevní funkcionář. V letech 1853–1881 stál v čele vratislavské diecéze.

## Životopis
Narodil se 24. listopadu 1799 v Hlohově a do školy chodil ve Vratislavi. Roku 1837 byl jmenován hlavním kazatelem vratislavské katedrály a v roce 1853 byl zvolen biskupem. Na mnoha synodách a koncilech, kterých se účastnil, se projevoval jako zastánce a obránce ortodoxního katolického vyznání. Zároveň však na vatikánském koncilu vystupoval proti dogmatu neomylnosti papeže.
Po opakovaných konfliktech s Májovými zákony během Kulturkampfu byl ze své funkce sesazen soudem, čímž v podstatě ztratil vliv v pruské části své diecéze. Ještě před rozsudkem se Förster odebral na biskupské sídlo na zámku Jánský Vrch v Javorníku v české části diecéze, kde strávil zbytek svého života.

## Sběratel umění
Byl sběratelem náboženských děl výtvarného umění a podporovatelem malíře Adolfa Zimmermanna.